# Alberts Vaters
Alberts Vaters (* 29. September 1905 in Riga; † 3. November 1928 ebenda) war ein lettischer Fußballspieler.

## Karriere
Alberts Vaters spielte in seiner Vereinskarriere bei LSB Riga.
Im Juli 1928 debütierte Vaters in der lettischen Nationalmannschaft während des Baltic Cup 1928 gegen Litauen. Vaters konnte bei seinem Länderspieldebüt zwei Treffer erzielen. Nach einem weiteren Einsatz gegen Estland gewann Vaters mit der lettischen Landesauswahl den Baltic Cup. Bis September 1928 absolvierte er drei weitere Spiele, blieb allerdings ohne weiteren Treffer.
Am 3. November 1928 starb Vaters an einer Überdosis von Kokain.

## Erfolge
mit Lettland
- Baltic Cup: 1928